# Lynchius flavomaculatus
Lynchius flavomaculatus es una especie de anfibio anuro de la familia Craugastoridae. Se encuentra en el sur de Ecuador y el norte de Perú. Vive en hábitas de páramo. Las amenazas a su conservación son la degradación y pérdida de sus hábitats.